# Казалаттіко
Казалаттіко (італ. Casalattico) — муніципалітет в Італії, у регіоні Лаціо,  провінція Фрозіноне.
Казалаттіко розташоване на відстані близько 110 км на схід від Рима, 32 км на схід від Фрозіноне.
Населення — 584 особи (2014).

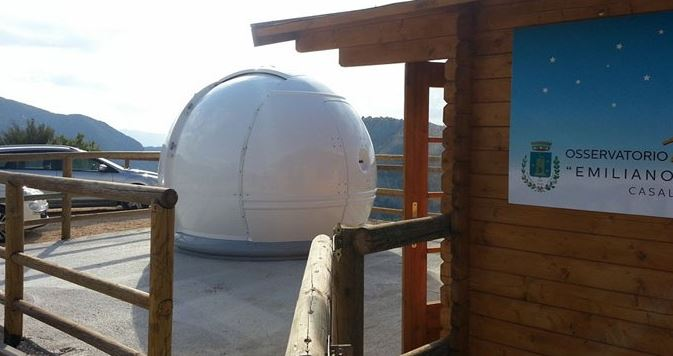
Астрономічна обсерваторія «Еміліано Нардоне»

Щорічний фестиваль відбувається 19 лютого. Покровитель — San Barbato.

## Демографія
Населення за роками:

Станом на 1 січня 2023 року в муніципалітеті офіційно проживали 52 іноземці з 14 країн, серед них 30 громадян країн Євросоюзу та 5 громадян України.

## Сусідні муніципалітети
- Арпіно
- Атіна
- Казальв'єрі
- Колле-Сан-Маньо
- Сантопадре
- Терелле